# Vesi-Lapinjärvi
Vesi-Lapinjärvi eller Lapinjärvi är en sjö i Finland. Den ligger i kommunen Karleby i landskapet Mellersta Österbotten, i den centrala delen av landet, 400 km norr om huvudstaden Helsingfors. Vesi-Lapinjärvi ligger 89 meter över havet. Arean är 3,3 hektar och strandlinjen är 0,93 kilometer lång. Sjön  ingår i Kelviå å huvudavrinningsområde.   I omgivningarna runt Vesi-Lapinjärvi växer i huvudsak blandskog.